# Celliphine Chespol
Celliphine Chepteek Chespol (Distretto del Monte Elgon, 23 marzo 1999) è un'ostacolista e mezzofondista keniana.

## Record nazionali
Juniores
- 3000 m siepi: 8'58"78 ( Eugene 26 maggio 2017)

## Progressione

### 3000 metri siepi
| Stagione | Misura  | Luogo      | Data      | Rank. Mond. |
| -------- | ------- | ---------- | --------- | ----------- |
| 2024     |         |            |           |             |
| 2023     |         |            |           |             |
| 2022     | 9'10"17 | Eugene     | 28-5-2022 |             |
| 2021     | 9'07"07 | Eugene     | 21-8-2021 |             |
| 2020     |         |            |           |             |
| 2019     | 9'06"76 | Birmingham | 18-8-2019 |             |
| 2018     | 9'01"82 | Parigi     | 30-6-2018 |             |
| 2017     | 8'58"78 | Eugene     | 26-5-2017 |             |
| 2016     | 9'24"76 | Shanghai   | 14-5-2016 |             |
| 2015     | 10'18"3 | Nyeri      | 12-6-2015 |             |

## Palmarès
| Anno                        | Manifestazione          | Sede       | Evento        | Risultato | Prestazione | Note                          |
| --------------------------- | ----------------------- | ---------- | ------------- | --------- | ----------- | ----------------------------- |
| In rappresentanza del Kenya |                         |            |               |           |             |                               |
| 2015                        | Mondiali U18            | Cali       | 2000 m sipei  | Oro       | 6'17"15     | Miglior prestazione personale |
| 2016                        | Mondiali U20            | Bydgoszcz  | 3000 m siepi  | Oro       | 9'25"15     | Record dei campionati         |
| 2017                        | Mondiali cross          | Kampala    | Corsa U20     | Bronzo    | 19'02"      |                               |
| 2017                        | Mondiali cross          | Kampala    | A squadre U20 | Argento   | 20 pt.      |                               |
| 2017                        | Mondiali                | Londra     | 3000 m siepi  | 6ª        | 9'15"04     | [ 1 ]                         |
| 2018                        | Giochi del Commonwealth | Gold Coast | 3000 m siepi  | Argento   | 9'22"61     |                               |
| 2018                        | Mondiali U20            | Tampere    | 3000 m siepi  | Oro       | 9'12"78     | Record dei campionati         |
| 2018                        | Campionati africani     | Asaba      | 3000 m siepi  | Argento   | 9'09"61     |                               |
| 2019                        | Mondiali                | Doha       | 3000 m siepi  | Finale    | dnf         | [ 2 ]                         |
| 2022                        | Mondiali                | Eugene     | 3000 m siepi  | 12ª       | 9'27"34     | [ 3 ]                         |

## Altre competizioni internazionali
2016
- 7ª al Shanghai Golden Grand Prix ( Shanghai), 3000 m siepi - 9'24"76
- 8ª al Weltklasse Zürich ( Zurigo), 3000 m siepi - 9'32"30

2017
- 4ª al Doha Diamond League ( Doha), 3000 m siepi - 9'05"70
- Bronzo al Shanghai Golden Grand Prix ( Shanghai), 3000 m siepi - 9'07"08
- Oro al Prefontaine Classic ( Eugene), 3000 m siepi - 8'58"78
- Bronzo al Meeting de Paris ( Parigi), 3000 m siepi - 9'07"54
- 8ª al Weltklasse Zürich ( Zurigo), 3000 m siepi - 9'17"56

2018
- Argento al Golden Gala Pietro Mennea ( Roma), 3000 m siepi - 9'05"14
- Bronzo al Meeting de Paris ( Parigi), 3000 m siepi - 9'01"82
- 10ª all'Herculis ( Monaco), 3000 m siepi - 9'12"05
- 5ª al Memorial Van Damme ( Bruxelles), 3000 m siepi - 9'06"75

2019
- Argento al Shanghai Golden Grand Prix ( Shanghai), 3000 m siepi - 9'11"10
- 6ª ai Bislett Games ( Oslo), 3000 m siepi - 9'15"04
- 8ª ai Prefontaine Classic ( Palo Alto), 3000 m siepi - 9'12"37
- Argento al Birmingham Grand Prix ( Birmingham), 3000 m siepi - 9'06"76
- 8ª al Weltklasse Zürich ( Zurigo), 3000 m siepi - 9'20"04

2021
- 8ª ai Prefontaine Classic ( Eugene), 3000 m siepi - 9'07"07
- 5ª ai Weltklasse Zürich ( Zurigo), 3000 m siepi - 9'10"26

2022
- 6ª ai Prefontaine Classic ( Eugene), 3000 m siepi - 9'10"17